# Festival PortAmérica
PortAmérica es un festival de música que se celebra anualmente en la Azucreira del municipio pontevedrés de Portas, en Galicia (España). El festival nació en 2012 y se celebró durante cinco ediciones en Nigrán. Para la edición de 2017 el festival se traslada a Caldas de Reyes, donde se celebraron tres ediciones.
El festival PortAmérica forma parte de los Festivales Rías Baixas, una iniciativa de la Diputación Provincial de Pontevedra para agrupar los siete festivales de música más importantes de las Rías Bajas, que también incluyen el festival Cultura Quente, el Atlantic Fest de la Isla de Arosa, el Sinsal Audio de la Isla de San Simón, el SonRías Baixas de Bueu, Marisquiño de Vigo y As Revenidas de Villagarcía de Arosa.

## Ediciones

### Nigrán

#### 2012
En la primera edición del festival participaron bandas como Love of Lesbian, Julieta Venegas, Xoel López, Zoé, Onda Vaga, Corizonas, Depedro, Kitty, Daisy & Lewis, Iván Ferreiro, Colectivo Oruga, Combo Dinamo, Disco Las Palmeras o Eladio y los Seres Queridos, entre otros.

#### 2013
En la segunda edición del festival, artistas como Editors, The Gift, Los Coronas, Lori Meyers, Delafé y las flores azules, Standstill, La habitación roja, Él máto a un policía motorizado, Niños Mutantes, Niño y pistola, Vetusta Morla, Supersubmarina, Delorean o Arizona Baby .

#### 2014
En la tercera edición del festival, artistas como Iván Ferreiro, 2ManyDJs, The Jayhawks, Sidonie, Vega, Triángulo de Amor Bizarro, Vetusta Morla, Andrés Calamaro, Calle 13, Nicky Hill, Niños Mutantes, Systema Solar, Yall, Novedades Carminha, Kostrok, Calexico, Love of Lesbian, The Sonics, Nada Surf, El Columpio Asesino, Najwa, León Benavente, Eme DJ o Belöp .

#### 2015
Su cuarta edición se celebró en Porto do Molle de Nigrán entre los días 16 y 18 de julio de 2015. En ella actuaron Belako, Villanueva, Siniestro Total, The Skatalites, Gorillaz Sound System Dj Set, Carmen Johns, Ana Tijoux, Little Jesus, The Asteroids Galaxy Tour, Killer Barbies, Neuman, Eladio y los Seres Queridos, Calle 13, Vetusta Morla, Addictive TV, BFlecha, Sensacional, Pasajero, Niños Mutantes, Buzzcocks, Novedades Carminha, Arizona Baby, Jenny and the Mexicats, La Divina Comedia, Supersubmarina, Gato TV, Agoraphobia, Pedrina y Río, La Chaqueta del Alma, Mi Capitán, Xoel López e Is Tropical .

#### 2016
La quinta edición del festival se celebró los días 15 y 16 de julio de 2016, de nuevo en Porto do Molle de Nigrán y contó con la presencia de Molotov, Amaral, Bunbury, Love of Lesbian, IZAL, FM Belfast, Sonido Gallo Negro, Nortic Collective, Pony Bravo, Amaro Ferreiro, The Undertones, León Benavente, Furious Monkey House, Talisco, Myles Sanko, Leiden, Retrovisor, Eme DJ y Elyella DJ's .

### Caldas de Reyes

#### 2017
En su sexta edición, que se celebró en el robledal de Caldas de Reyes entre los días 13 y 15 de julio de 2017, actuaron artistas como Indios, Ángel Stanich, Aterciopelados, Iván Ferreiro, Carlos Sadness, The Horrors, Niños Mutantes, Triángulo de Amor Bizarro, Asian Dub Fundación, Kase.O, Novedades Carminha, Illya Kuryaki & The Valderramas, Zuco 103, BNegão & Seletores de Frequência, Yall, Los Amigos Invisibles, Rufus T. Firefly, Mateo Kingman, Leiva, Xoel López, Depedro, Porter, Instituto Mexicano del Sonido, Carlos Jean, Siddhartha, Enric Montefusco, Igloo y Orkesta Mendoza .

#### 2018
En su séptima edición, que se celebró en el robledal de Caldas de Reyes entre el 4 y el 6 de julio de 2018, actuaron: Vetusta Morla, Izal, La Habitación Roja, La Pegatina, El Columpio Asesino, Xoel López, Jacobo Serra, Neuman, Miranda!, Jenny and the Mexicats, Los Caligaris, Shinova, Los Auténticos Decadentes, WAS (We Are Standard), Viva Suecia, We The Lion, Imelda May, PussyRiot, Iseo & Dodosound, Los Coronas, Pasajero, La Vida Bohème, Chico Trujillo, Luis Brea y el Miedo, Pardo, Habitación Vudú y Mexrrissey

#### 2019
En su octava edición, que se celebró en el robledal de Caldas de Reyes entre el 5 y el 7 de julio de 2019, actuaron: Elefantes, Zahara, Rozalén, Carlos Sadness, We Are Not Djs, Cora Velasco, Morgan, Combo Viramundo, La Casa Azul, Miss Bolivia, Nixon, Trending Tropics, Amaia, Madness, Carolina Durante, Trapical Minds, Santi Araújo, Anarchicks, Monsieur Periné, Él mató a un policía motorizado, Natalia Ferviú, Cándida, Mon Laferte, Sidecars, Andrés Calamaro, Depedro, Presumido, Berta Franklin, Cumbia All Stars, De la Puríssima, Los Espíritus, Pablo Lesuit, El lado oscuro de la broca y Camilo Lara.

### Portas

#### 2021
En su novena edición el festival se traslada a la Azucreira de Portas.

#### 2022
La décima edición se celebró también en la Azucreira de Portas, los días 2, 3 y 4 de junio de 2022. Entre los artistas que actuaron destacan Nathy Peluso, Bizarrap, Xoel López, WOS, Rozalén, Baiuca, Lori Meyers, Delaporte y Rojuu, entre otros.

#### 2023
La undécima edición, celebrada en la Azucreira de Portas, fue la más exitosa hasta el momento con más de 40.000 visitantes. Tuvo lugar los días 13, 14 y 15 de julio de 2023 y contó con artistas como Bad Gyal, Loquillo, Sebastián Yatra, Nicki Nicole, Deluxe o Guitarricadelafuente.

#### 2024
XII edición, celebrada también en Portas, con el siguiente cartel:
- Jueves 4 julio: Vetusta Morla, Xoel López, Carlos Sadness, Toquinho, Standstill, Guadi Galego y Mondra.

- Viernes 5 de julio: Aitana, Milo J, Shinova, León Benavente, Caloncho, The Rapants, Marilia Monzón, Besmaya y Sarria.

- Sábado 6 de julio: Juanes, Arde Bogotá, Ilegales, Rodrigo Cuevas, El Columpio Asesino, Burning, Sonido Gallo Negro.